# Aquanox 2: Revelation
Aquanox 2: Revelation (von lat.: aqua = Wasser und nox = Nacht sowie engl.: revelation = Offenbarung) ist der dritte Teil der mit Schleichfahrt begonnenen Serie von Unterwasser-Kampfsimulationen des deutschen Entwicklerstudios Massive Development. Es ist der direkte Nachfolger zu Aquanox und erschien im November 2002 für Windows über den österreichischen Publisher JoWooD.

## Handlung
Die Handlung von Aquanox spielt parallel zum Vorgänger, also im Jahr 2666. Schauplatz ist wieder die Meereswelt Aqua, in die sich die Menschheit nach dem verheerenden Atomkrieg auf der Erdoberfläche zurückgezogen hat und nun in Meereshabitaten wohnt. Doch statt in Emerald „Dead Eye“ Flint, dem Helden der beiden Vorgänger, schlüpft der Spieler diesmal in die Rolle von William Drake. Dessen Familienfrachter wird zu Beginn des Spiels von Freibeutern gekapert und Drake schließt sich ihnen an. Allerdings muss er sich ihnen gegenüber erst einmal in einigen Einsätzen beweisen. Tatsächlich befinden sich die Piraten auf der Suche nach einem legendären Schatz, den „Tränen des Engels“.

## Spielprinzip
Wie der Vorgänger besteht das Spiel aus rund 40 Missionen, in denen actionreiche Unterwasserkämpfe im Vordergrund stehen. Die Missionen variieren von Verteidigungsaufträgen über Sabotageeinsätze, Eskorten, großen Unterwasserschlachten zu den neuen Missionstypen der Innenlevels und Zweikämpfe. Beim Einsatzgerät stehen vier unterschiedliche U-Boot-Typen nebst verschiedener Waffensysteme wie kinetischen Waffensystemen, EMP- und Laserkanonen, Plasmawerfer und Torpedos zur Auswahl, wobei sich die U-Boot-Typen unterschiedlich gut für bestimmte Missionen eignen. Gesteuert wird das U-Boot ähnlich wie in einer Weltraum-Flugsimulation üblicherweise aus einer Cockpitsicht in First-Person-Ansicht. Wahlweise kann der Spieler aber auch in den sog. Simulationsmodus umschalten, in dem der Spieler die Gier- und Rollfähigkeit des U-Boots beeinflussen kann, eine realistische Massenträgheit des Wassers gibt es jedoch auch weiterhin nicht.
Die Handlung wird zwischen den Missionen über vertonte Gespräche mit anderen Spielfiguren präsentiert. Die Gesprächspartner werden in Form von animierten Renderbildern dargestellt. Die noch im Vorgänger verwendeten Comicbilder für die jeweiligen Gesprächspartner wurden dagegen nicht mehr verwendet. Anders als noch im Vorgänger besitzt Aquanox 2 keinen Mehrspielermodus mehr.

## Entwicklung
Im Mai 2002, während der E3, gab der österreichische Publisher JoWood an, dass Massive an einem Nachfolger zu Aquanox mit dem Titel Aquanox: Revelation arbeite. Im Juli 2002 wurde der Titel nochmals offiziell angekündigt und im August wurde der Titel in Aquanox 2: Revelation umbenannt. JoWood hoffte, mit diesem Schritt zu verdeutlichen, dass es sich um eine eigenständige Fortsetzung handelt und nicht um ein Add-on.
Die Entwicklung von Aquanox 2 war für Massive mit einigen Problemen verbunden. Ursprünglich hatte das Studio für den Vorgänger ein Add-on geplant, stattdessen beschloss man gemeinsam mit Mutterkonzern JoWood, der das Studio 2000 übernommen hatte, einen vollwertigen Nachfolger zu entwickeln. Als Entwicklungszeit waren zwei Jahre angedacht. Doch da sich die finanzielle Situation JoWoods rapide verschlechterte, wurde der Zeitplan auf weniger als ein Jahr verkürzt und Einstellungsstopps wurden verhängt. Für die Fortsetzung ging das Team vor allem auf Kritikpunkte am Vorgänger ein. Im Vergleich zu Aquanox wurden die Steuerung und die Grafik deutlich überarbeitet. Metall- und Spiegel-Effekte kamen hinzu und eine dichtere Meeresvegetation. Farblich wurde die Spielwelt düsterer, die Grundstimmung damit vergleichbar der des Films Blade Runner gestaltet. Am 5. November 2002 wurden die Entwicklungsarbeiten abgeschlossen. Am 21. November 2002 veröffentlichte Massive eine Demo des Spiels.
Für die deutsche Sprachausgabe wurden u. a. Marcel Collé (als William Drake), Marius Clarén (Stoney), Marie Bierstedt (Angelina), Tobias Kluckert (Animal), Nana Spier (May Ling), Gerrit Schmidt-Foß, Jan-David Rönfeldt und Claudia Urbschat-Mingues engagiert.

## Rezeption
Ein häufiger Kritikpunkt aller Tests waren die Dialoge und damit verbundene Handlung, die als ausschweifend und inhaltlich bedeutungslos beschrieben wurden:

“Clicking on the person opens up another window that shows the conversation between your character, the absurdly naive William Drake, and the person you've clicked on. These conversations are designed to give the game a plot, but more often than not, the sequences are filled with near-meaningless babble.”

„Wenn man auf diese Personen klickt, öffnet sich ein Fenster mit der Konversation zwischen eurem Spielercharakter, dem absurd naiven William Drake, und der angeklickten Person. Diese Konversationen sind so designt, um dem Spiel eine Handlung zu geben, doch viel zu oft sind die Sequenzen gefüllt mit nahezu bedeutungslosem Gebabbel.“

“As in Aquanox the story is once more handled via boring, unsubstantial and sometimes even featherbrained dialogues, which fortunately can be stopped by using the Escape-button. This one flaw renders the story of the game completely useless, as only few fragments of it actually find their way to the player.”

„Wie in Aquanox wird die Handlung wieder einmal über langweilige, substanzlose und manchmal sogar hohle Dialoge abgehandelt, die glücklicherweise durch Benutzung der Escape-Taste abgebrochen werden können. Diese eine Schwäche führt dazu, dass sich die Handlung als vollkommen nutzlos erweist, weil nur wenige Fragmente davon tatsächlich ihren Weg zum Spieler finden.“

„Klar, eine gute Geschichte erzählt man nicht in zwei kurzen Sätzen, doch hier wird's mit dem Gequatsche eindeutig übertrieben. Nur um eine Vorstellung zu bekommen: Vom Umfang her übertrifft der gesprochene Text in Revelation wahrscheinlich die Hörbuch-CD von Dieter Bohlens Bestseller Nichts als die Wahrheit.“

Dennoch erhielt Aquanox 2, ähnlich wie der Vorgänger, vor allem in deutschsprachigen Magazinen vielfach positive Kritiken. Die GameStar vergab wie bei Aquanox 85 %, ebenso 4Players. Die PC Games wertete mit 84 % nur wenig schlechter, wobei laut Tester Dirk Gooding ausreichendes Potenzial auf eine Bestnote im 90-%-Bereich bestanden hätte, wenn der Entwickler ähnlich wie Wing Commander animierte Videosequenzen für die Inszenierung der Handlung verwendet hätte. Gelobt wurden von den meisten Testern vor allem die konsequenten Verbesserungen der Schwachpunkte im Vorgänger:

„Aquanox 2 wirkt im direkten Vergleich mit dem Vorgänger deutlich ausgereifter, die von Fans und Kritikern am häufigsten genannten Mankos wurden allesamt behoben. Der recht große Missionenumfang und die einfache Bedienbarkeit sorgen zudem für langanhaltende Motivation, auch wenn die etwas farbarme und unspektakuläre Präsentation sicherlich nicht so herausragend ist wie man im Vorfeld noch angenommen hatte.“

International fielen die Wertungen dagegen zumeist verhaltener aus. Beispielsweise vergab Gamespot 5,6 von 10 Punkten, IGN 6,0 von 10, Jeux Video kam auf 16 von 20 Punkten. Der Aggregator Metacritic ermittelte für das Spiel einen Metascore von 59/100, niedriger als der des Vorgängers (63/100).

“In an age of recreation rather than innovation, developers struggle to improve on their works from the past. While it may be a worthy cause, they sometimes seem to lose sight on their (or at least player perceived) ultimate goal of creating a game that is fun to play, and doesn't just simply fix things that were wrong with the original game, like a giant $40 dollar patch. Unless you were a diehard fan of the original, I'd say give this one a pass.”

„In einer Zeit der Wiederholungen anstelle von Innovationen kämpfen Entwickler damit, ihre vergangenen Arbeiten zu verbessern. Auch wenn dies möglicherweise ein hehres Ziel sein kann, verlieren sie manchmal den Blick auf ihr (zumindest aus Spielersicht) ultimatives Ziel: ein Spiel zu erschaffen, das zu spielen Spaß macht, anstatt nur die missglückten Aspekte des ursprünglichen Spiels zu verbessern, vergleichbar mit einem riesigen 40-Dollar-Patch. Wenn man nicht gerade ein absoluter Fan des Originals ist, wäre meine Empfehlung: diesen Titel auslassen.“

## Nachfolger

### Aquanox: Angel’s Tears
Unter dem Titel Aquanox: Angel’s Tears entwickelte Massive eine Portierung von Aquanox 2: Revelation für die PlayStation 2. Bereits während der Entwicklung beschloss JoWood die Schließung von Massive Development, um Kosten zu sparen. Studiogründer und Entwicklungsleiter Alexander Jorias handelte eine Aufrechterhaltung des Betriebs bis zum Abschluss des Titels aus. Im Mai, noch während sich das Spiel im finalen Abnahmeprozess durch den Konsolenhersteller Sony befand, stellte JoWood die Zahlungen an Massive ein und wickelte das Studio ab. Da der Titel im abgelieferten Zustand von Sonys Qualitätssicherung keine Freigabe erhielt, kam es trotz anderslautender Beteuerungen von JoWood nicht mehr zur Veröffentlichung.

### Aquanox: Deep Descent
Auf der gamescom 2013 kündigte der schwedische Publisher Nordic Games, der 2011 die Insolvenzmasse von JoWood und damit die Markenrechte an Aquanox übernommen hatte, einen Reboot der Serie an. Im Februar tauchten zudem Konzeptzeichnungen des Grafikkünstlers Rodney Walden auf, die einem nie in Produktion gegangenen Unterwasser-Actionspiel des Publishers THQ mit dem Arbeitstitel Deep6 zugeordnet werden konnten. Zuletzt hatte das ukrainische Entwicklungsstudio 4A Games an einem passenden Konzept gearbeitet, als THQs Finanzschwierigkeiten zur Einstellung aller neuen Projekte führten. Die bisherigen Konzepte und erste Prototypen waren von Nordic Games nach der Zerschlagung von THQ ersteigert worden. Es wurden Vermutungen geäußert, dass Nordic Games diese als Grundlage für einen Reboot der Serie nutzen könnte. Auf der gamescom 2014 präsentierte Nordic Games eine erste Techdemo des Spiels, die vom serbischen Auftragsentwickler Digital Arrow programmiert wurde. Weil der ursprüngliche Autor der Reihe, Helmut Halfmann, 2009 verstorben war, wurde Aquanox: Deep Descent als Reboot angekündigt, der keinen Bezug mehr zur Handlung der vorherigen Spiele habe.